# Petrosaviaceae
Petrosaviaceae is een botanische naam, voor een familie van bedektzadigen. Een familie onder deze naam wordt zelden erkend door systemen voor plantentaxonomie. Deze planten werden meestal ingevoegd bij de familie Liliaceae.
De familie wordt wel erkend door het APG-systeem (1998) en het APG II-systeem (2003), en in beide systemen wordt de familie niet geplaatst in een orde, maar enkel in de clade van de monocots (in de Heukels vertaald als: Eenzaadlobbigen). De APWebsite die deze familie ook erkent [19 juli 2009], plaatst haar in een orde Petrosaviales.
In APG II bestaat de familie uit twee genera Petrosavia en Japonolirion, met respectievelijk drie en één soorten, dus in totaal vier soorten voor de hele familie. In APG I vormt elk van deze beide genera een eigen familie.
Cronquist (1981) plaatste de familie in diens orde Triuridales.